# Мватива, Джон
Джон Мватива (англ. John Mwathiwa; род. 1 марта 1967, Зомба) — бывший малавийский легкоатлет, специализировавшийся в стайерском и марафонском беге. Участник трёх Олимпийских игр.

## Карьера
На международных соревнованиях высшего уровня Джон Мватива дебютировал в 1988 году на Олимпиаде в Сеуле. Там он стартовал в марафоне и со временем 2ч51:43 показал 87-е время, опередив 11 спортсменов. В 1990 году на Играх Содружества в Окленде стартовал на дистанции 10000м и в марафоне, дважды занимая места в середине второго десятка. На чемпионате мира 1991 года завершил выступления в первом раунде на дистанции 10000м.
На Олимпиаде в Барселоне Мватива стартовал на десятикилометровой дистанции и в своём забеге показал 21-е время (29.54,26) и завершил выступления уже после первого этапа. После неудачного чемпионата мира 1993 года, где малавийский бегун вновь не преодолел первый раунд, Мватива окончательно переквалифицировался на марафонский бег.
В 1994 году на Играх Содружества показал тринадцатый результат, а на чемпионате мира 1995 в Гётеборге — 34-й.
В 1996 году малавийский марафонец третий раз в карьере участвовал в Олимпийских играх, где был знаменосцем сборной Малави во время церемонии открытия. В марафоне Мватива расположился в середине финишного протокола, став 65-м, показав время 2ч24:45.
Спортивную карьеру завершил в 1999 году, заняв пятнадцатое место на Всеафриканских играх.